# Dannewerk
Dannewerk település Németországban, Schleswig-Holstein tartományban. Lakosainak száma 1135 fő (2023. december 31.).

## Fekvése
Husumtól keletre fekvő település.

## Története

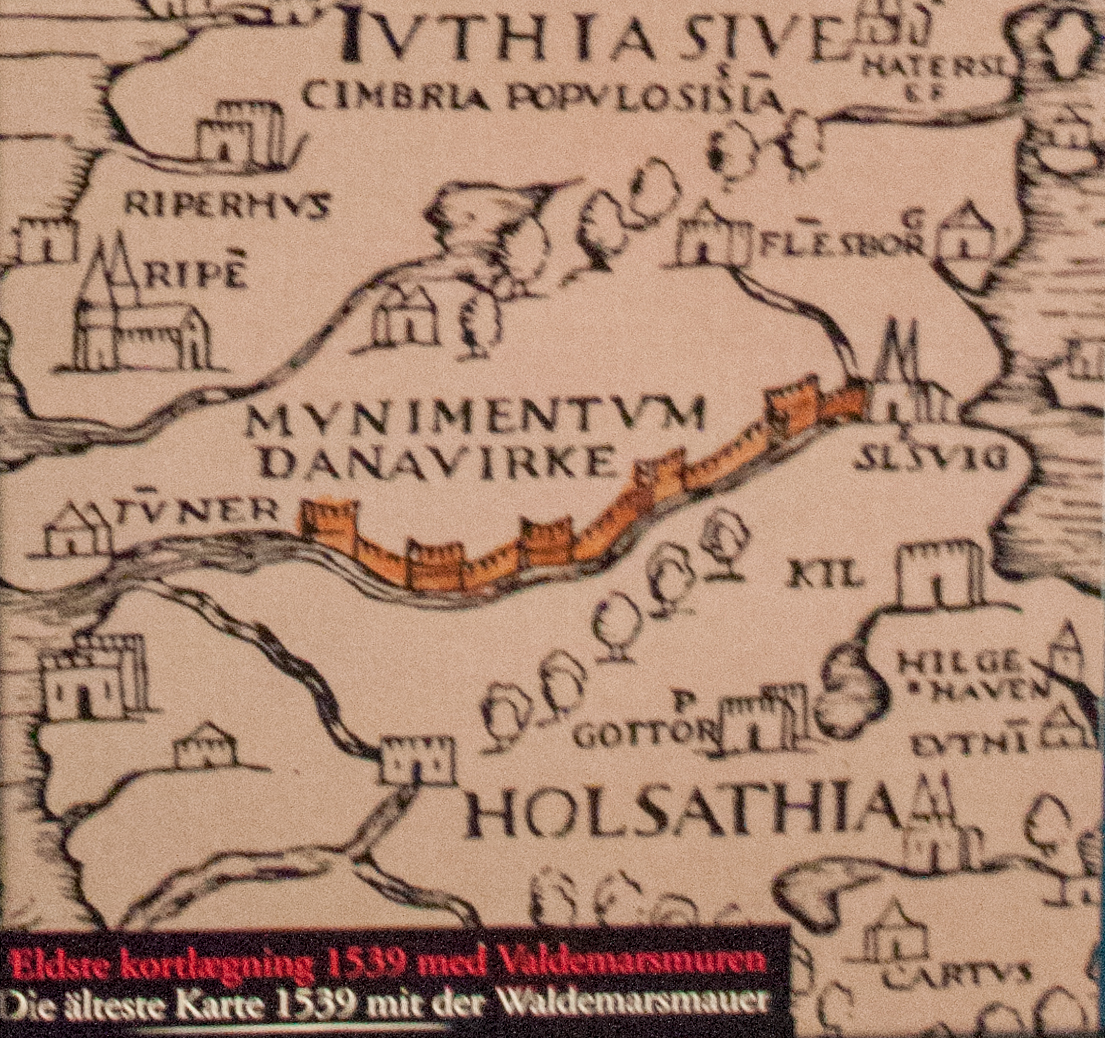
A régi erőítés maradványai egy 1539-es térképen

A település különlegessége, egy régi erődítés fennmaradt falmaradványai, melyek máig láthatók.
Az erősség a 13. századig a dán birodalmat védte, mintegy 11 km hosszúságban. Ugyanis itt van Schleswig-Holstein legkeskenyebb része a Keleti- és az 
Északi-tenger között.
A tartomány átlag szélessége 70 kilométer körüli, itt azonban Schleswigtől Husumig csak 33 kilométer széles.
Feltételezik, hogy a 13. században a 13 km hosszú fal elegendőnek bizonyult ahhoz, hogy stratégiailag lezárja a vidéket.
A 12. században a csak egyetlen kapuval rendelkező falat II. Valdemár dán király feltételezhetően egy részén 8 méter magas és 2 méter vastag téglafallal is megerősítette, ez az amely napjainkig megmaradt.

## Nevezetességek
- Ősi erődfal maradványok
- Múzeum

## Galéria

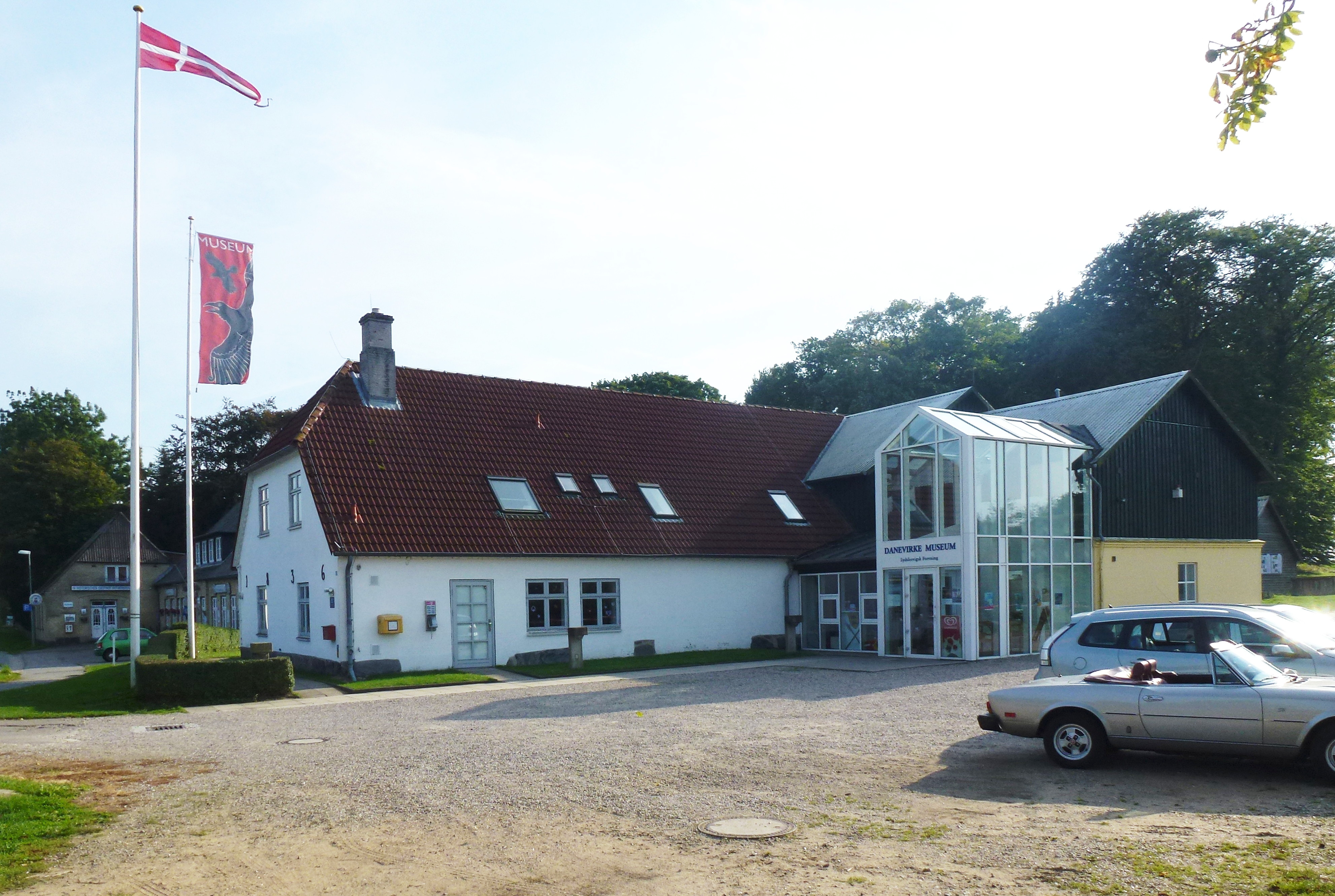
A múzeum épülete
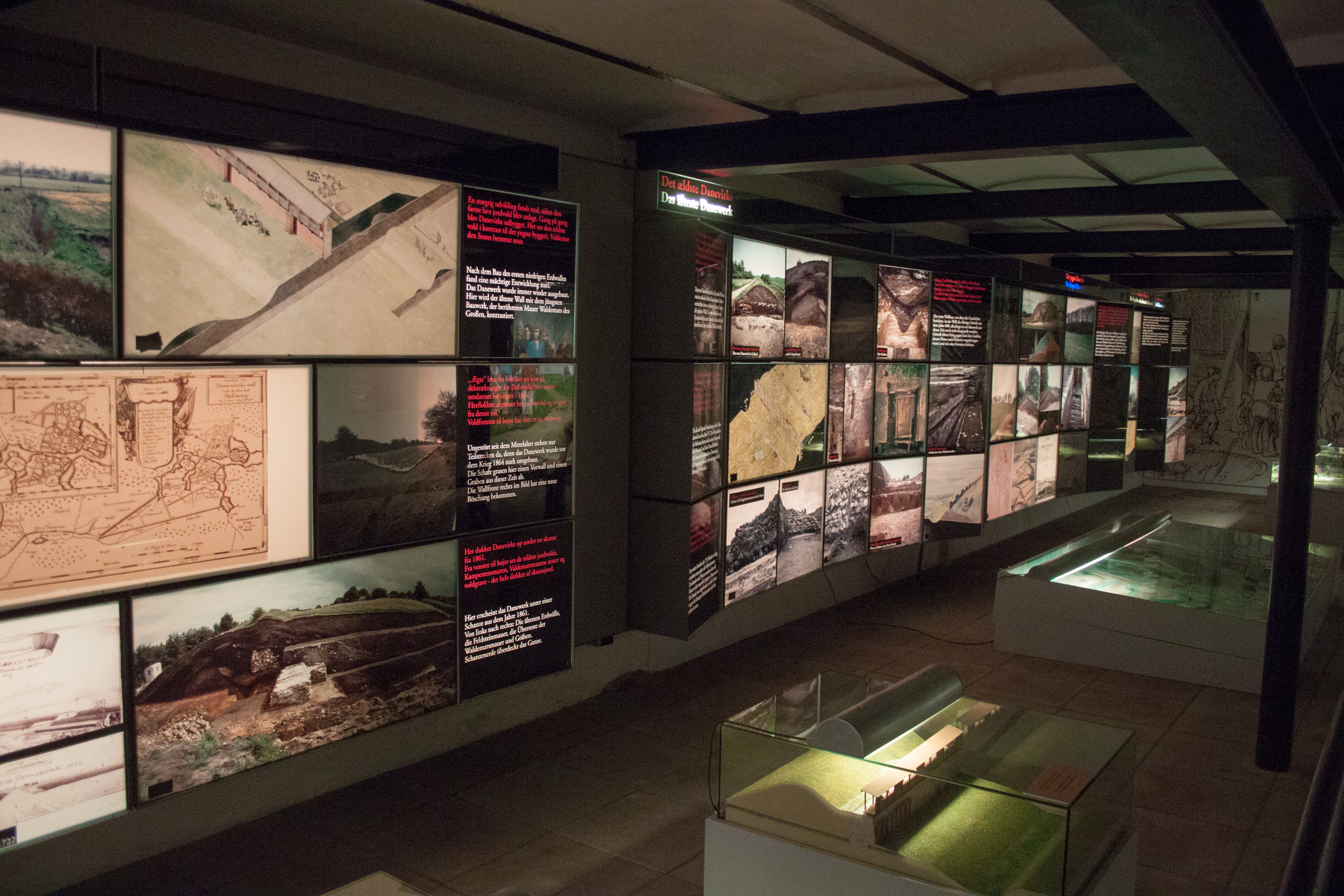
A múzeum belső tere
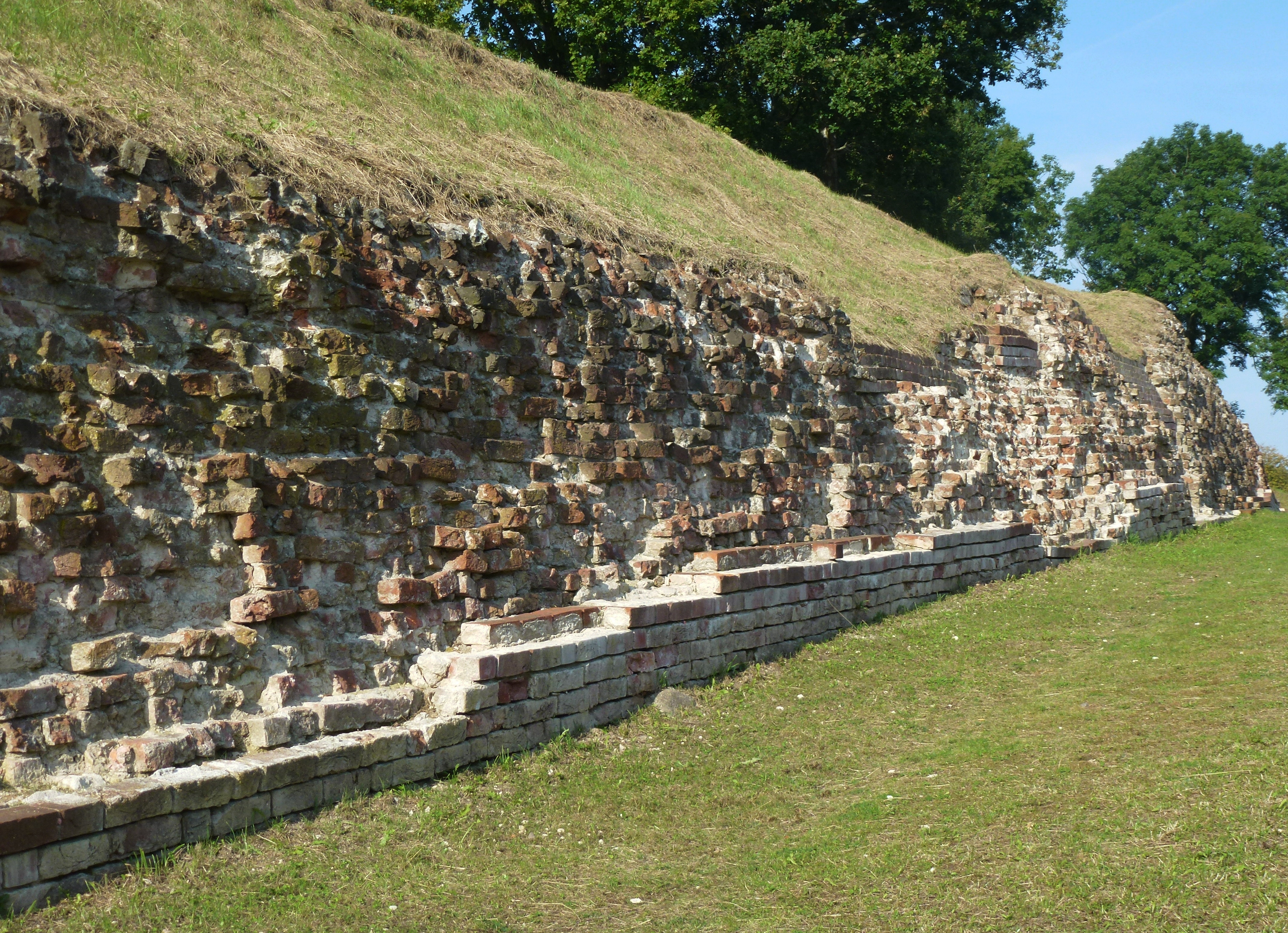
Erődfal maradványai
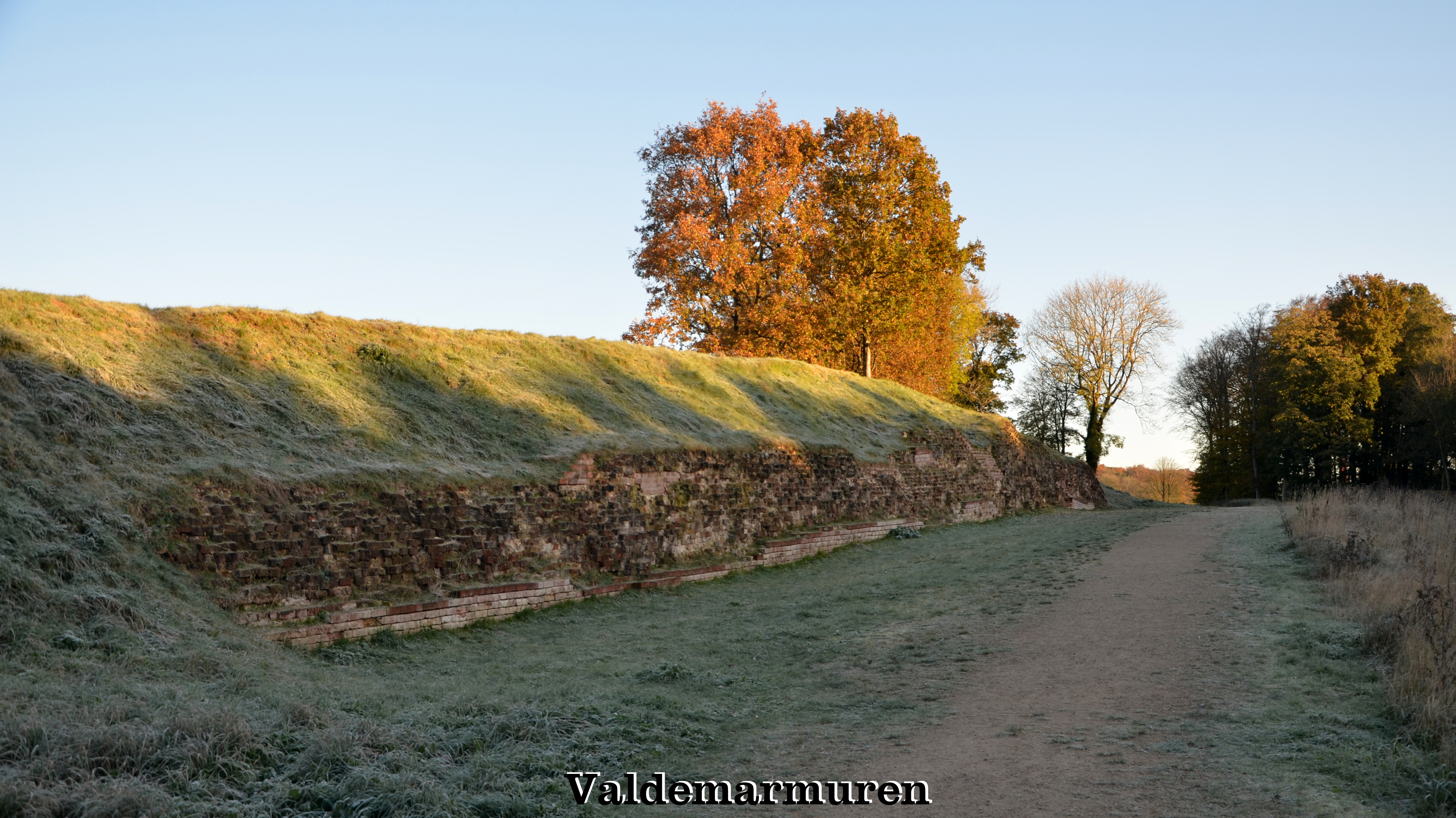
Régi erődfal maradványok
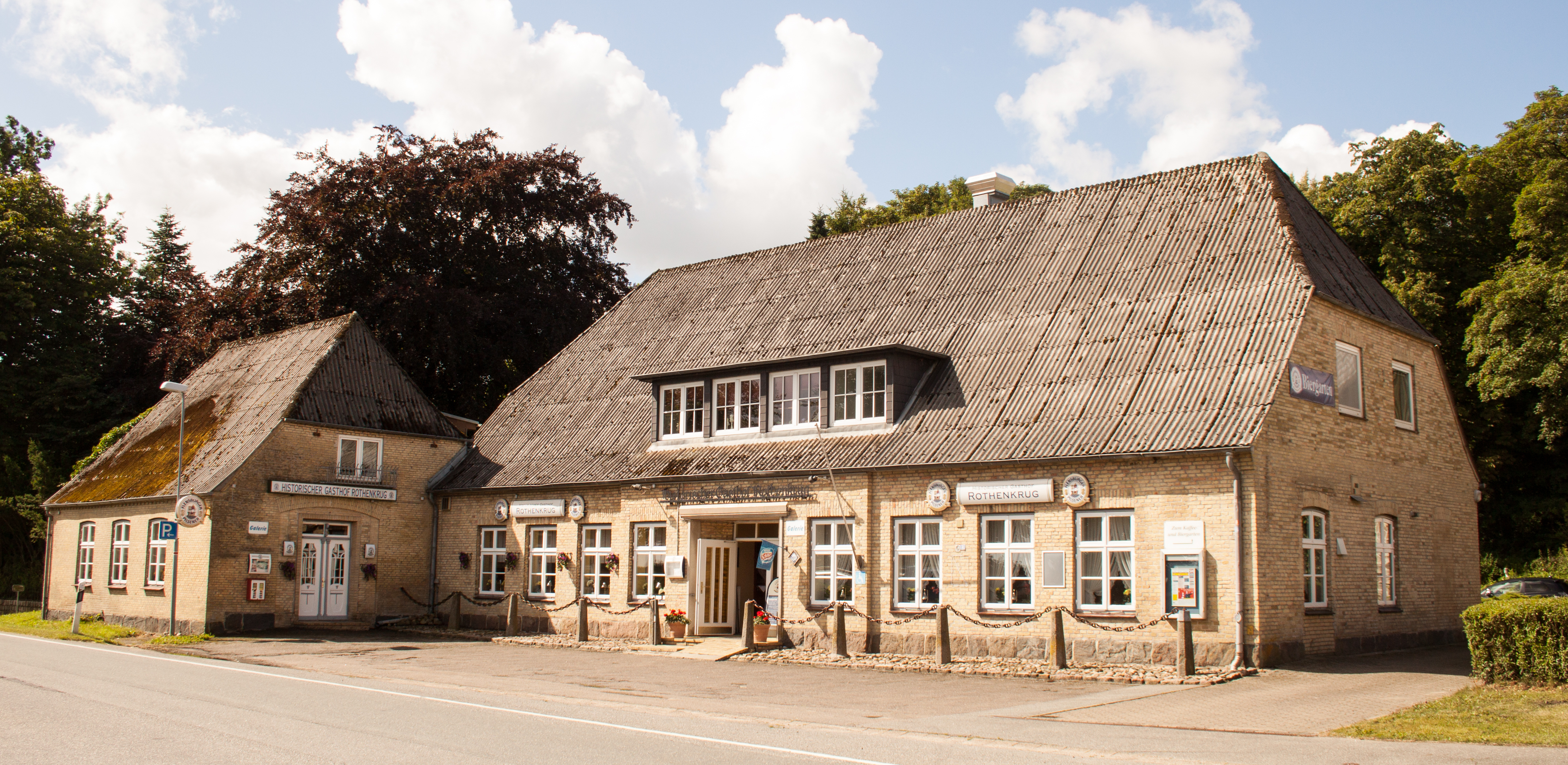

## Népesség
A település népességének változása:
| Lakosok száma | 995  | 1111 | 1134 | 1141 | 1145 | 1129 | 1135 |
|               | 1975 | 2014 | 2017 | 2019 | 2021 | 2022 | 2023 |